# Clasificación de Anthonisen
La clasificación de Anthonisen es una escala utilizada en medicina para determinar el uso de antibióticos en las exacerbaciones agudas de la enfermedad pulmonar obstructiva crónica (EPOC). Se basa en tres síntomas cardinales: disnea, volumen y purulencia del esputo.

## Criterios de Anthonisen
Se basa en presencia de tres signos clínicos descritos como "cardinales" de la EPOC, estos signos son:
| Criterios de Anthonisen                                                                        |
| ---------------------------------------------------------------------------------------------- |
| Incremento de la disnea Incremento del volumen de esputo Incremento de la purulencia de esputo |

## Clasificación de Anthonisen
Se hace de acuerdo a la presencia de uno, dos o los tres síntomas cardinales.
| Tipo | Severidad | Característica                                                                       |
| ---- | --------- | ------------------------------------------------------------------------------------ |
| I    | Severa    | Presencia de los tres criterios.                                                     |
| II   | Moderada  | Presencia de dos criterios.                                                          |
| III  | Leve      | Presencia de un criterio. más tos, sibilancias, taquicardia, taquipnea, fiebre, etc. |

## Interpretación
De acuerdo a la clasificación se determina la necesidad de utilizar antibióticos para el manejo de la exacerbación de la EPOC y la necesidad de hospitalizar o dar manejo ambulatorio. El manejo antibiótico se establece con la premisa de que el 50 % de las exacerbaciones son originadas por infección bacteriana o viral.
Los Pacientes con exacerbaciones  de tipo I y las Tipo II cuyo síntoma cardinal sea purulencia deben de recibir antibioticoterapia. Todo paciente que requiera ventilación mecánica, debe recibir antibióticos. (Recomendación Nivel I). Los pacientes con exacerbación tipo III no requieren terapia con antimicrobianos.